# Iris (Roberto Tardito)
Iris è un singolo di Roberto Tardito, pubblicato nel 2012 come primo estratto dall'album Punto di fuga.

## Tracce
1. Iris – 3:58 (Roberto Tardito)

## Formazione
- Steve Cooper – batteria
- Riccardo Galardini – chitarre acustiche
- Dimitriy Katàev – violoncello
- Peter Sitka – basso elettrico
- Nathan Steers – chitarre elettriche
- Roberto Tardito – voce, chitarre acustiche, chitarre classiche, organo Hammond, pianoforte, Moog Modular